# Daniel Rossello
Daniel Rossello Sambaino (ur. 20 lutego 1972 w Montevideo) – urugwajski piłkarz z obywatelstwem meksykańskim występujący na pozycji napastnika, później trener.

## Kariera klubowa
Rossello pochodzi ze stołecznego miasta Montevideo i jest wychowankiem tamtejszego klubu River Plate Montevideo. Do pierwszej drużyny został włączony jako dwudziestolatek przez szkoleniowca Víctora Púę, w urugwajskiej Primera División debiutując w styczniu 1993. Barwy tego zespołu reprezentował przez kolejne cztery lata, jednak nie odniósł większych sukcesów zarówno na arenie krajowej, jak i międzynarodowej, plasując się przeważnie w środku ligowej tabeli. Bezpośrednio po tym przeniósł się do innej drużyny ze stolicy – Huracánu Buceo, gdzie jako rezerwowy występował przez rok, po czym został zawodnikiem Club Atlético Bella Vista. Tam w 1998 roku triumfował w turnieju kwalifikacyjnym do Copa Libertadores – Liguilla Pre-Libertadores, zaś w samym Pucharze Wyzwolicieli dotarł do ćwierćfinału.
Latem 1999 Rossello przeszedł do kolejnej stołecznej ekipy – drugoligowego Club Atlético Basáñez, którego zawodnikiem pozostawał przez sześć miesięcy, po czym powrócił do najwyższej klasy rozgrywkowej, podpisując umowę z nowo założonym zespołem Rocha FC. Tam zapisał się w historii drużyny, 18 lutego 2000 w spotkaniu z Racingiem (1:1) zdobywając pierwszego gola w dziejach klubu. Po upływie pół roku, w lipcu 2000, wyjechał do Meksyku, gdzie został zawodnikiem drugoligowego Atlético Yucatán z miasta Mérida. Właśnie na drugim poziomie rozgrywek w Meksyku spędził resztę swojej kariery, a następnie osiadł w tym kraju na stałe, przyjmując tamtejsze obywatelstwo. W Yucatán szybko został czołowym zawodnikiem nie tylko swojego zespołu, ale również całych rozgrywek, a po sześciu miesiącach przeniósł się do innego drugoligowca – CF La Piedad. Tam w wiosennym sezonie Verano 2001 triumfował w rozgrywkach Primera División A, dzięki czemu na koniec rozgrywek 2000/2001 awansował z La Piedad do pierwszej ligi.
W lipcu 2001, bezpośrednio po awansie, Rossello pozostał jednak w drugiej lidze meksykańskiej, zostając graczem Correcaminos UAT z siedzibą w Ciudad Victoria. Jako kluczowy zawodnik formacji ofensywnej spędził tam rok, nie odnosząc większych sukcesów, po czym powrócił do Atlético Yucatán. Tam również występował przez rok, będąc czołowym strzelcem rozgrywek, jednak bez poważniejszych osiągnięć drużynowych, po czym zasilił kolejnego drugoligowca – Lagartos de Tabasco. Po sześciu miesiącach po raz trzeci w karierze został zawodnikiem Mérida FC (kontynuatora tradycji Atlético Yucatán) – z 39 golami na koncie jest najlepszym strzelcem w historii zespołu. Później reprezentował barwy drugoligowych filii klubu Tigres UANL – najpierw Tigrillos Broncos, a następnie Tigres Mochis. W późniejszym czasie zanotował krótkie, kilkumiesięczne epizody w innych klubach z drugiej ligi meksykańskiej – Delfines de Coatzacoalcos oraz Lobos BUAP z miasta Puebla, gdzie w wieku 35 lat zakończył piłkarską karierę.

## Kariera trenerska
Jeszcze w czasach swojej kariery piłkarskiej Rossello rozpoczął pracę jako szkoleniowiec, w latach 2006–2007 prowadząc czwartoligową ekipę Mérida FC, w której występował już jako zawodnik. Triumfował z nią w regionalnej grupie pierwszej rozgrywek Tercera División, jednak z decydującej o awansie ogólnokrajowej fazie play-off odpadł w ćwierćfinale. Przez kolejne lata zajmował się głównie trenowaniem juniorów i organizacją turniejów sportowych w stanie Jukatan. W latach 2013–2015 ponownie pracował w drugoligowym już Mérida FC (później noszącego nazwę Venados FC), tym razem jako sekretarz techniczny, natomiast w październiku 2015 zastąpił Juana Carlosa Cháveza na stanowisku trenera pierwszej drużyny. Prowadził ją tymczasowo do końca sezonu bez większych osiągnięć (dwa zwycięstwa, trzy porażki).